# سمیوئل تیلور کلریج
سَمیوئل تیلور کُـلریج (به انگلیسی: Samuel Taylor Coleridge) (زادهٔ ۲۱ اکتبر ۱۷۷۲ – درگذشتهٔ ۲۵ جولای ۱۸۳۴) شاعر، منتقد ادبی سبک رمانتیک، و فیلسوف انگلیسی که به همراه دوستش ویلیام وردزورث یکی از بنیان‌گذاران مکتب رمانتیسم در انگلستان بود.
کُـلریج بیشتر با دو اثر منظوم خود، دریانورد کهن و کوبلای خان، و همچنین اثر منثورش بیوگرافی ادبی، شناخته شده‌است. آثار نقدش به‌خصوص در ارتباط با شکسپیر بسیار نافذ بود. همچنین، در معرفی فلسفهٔ آرمان‌گرایی آلمان به فرهنگ انگلیسی کمک کرد و از طریق امرسون تأثیری مهم بر فلسفهٔ ماوراءالطبیعهٔ آمریکا داشته‌است.
در تمام سنین بزرگسالی، از حملات شدید افسردگی و اضطراب رنج می‌برد؛ گمان می‌رود او از اختلال دوقطبی رنج می‌برده‌است، اختلال روانی‌ای که در زمان او ناشناخته بود. کُـلریج بر آن شد تا درد خود را با افیون درمان کند که به اعتیاد انجامید.